# 알만사 전투
알만사 전투는 1707년 4월 25일 스페인 왕위 계승 전쟁에서 가장 결정적인 전투 중 하나이다. 알만사(Almansa)에서 베릭(Berwick)휘하의 프랑스-스페인 연합군은 골웨이 경(Earl of Galway) 휘하의 포르투갈 제국, 그레이트 브리튼, 그리고 네덜란드 공화국의 연합군을 격파하여 스페인의 동부지방이 부르봉의 땅임을 선언하였다.
이 전투는 "아마 영국인이 지휘하는 프랑스군과 프랑스인이 지휘하는 영국군이 싸운 유일한 전투일 것"이라고 묘사되고 있다..

## 전투

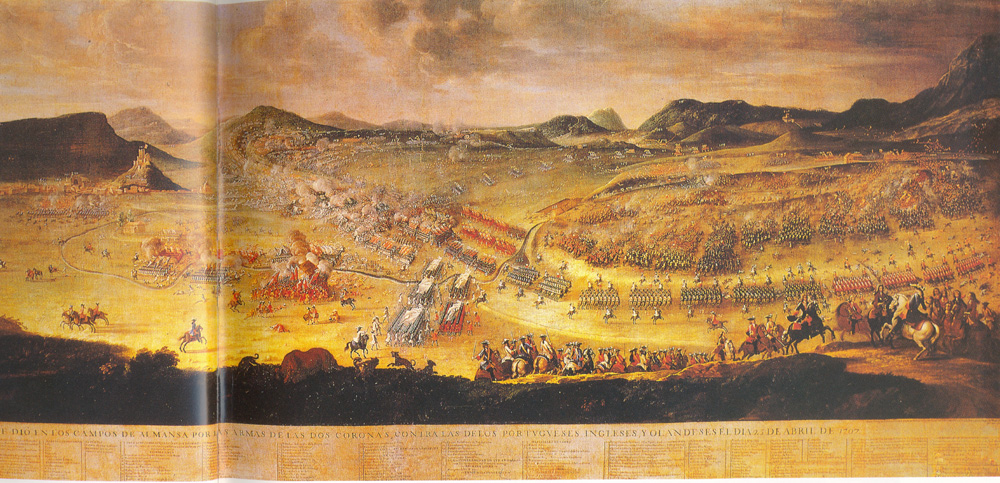
1707년 알만사 전투 전체상황을 그린 그림.

프랑스와 스페인의 군대 및 강력한 아일랜드 연대까지 거의 같은 비율로 구성된 약 25,000명의 부르봉 군대가 구성되었다. 이에 대항해 상대측은 강력한 네덜란드, 독일, 그리고 프랑스 위그노 교도들로 구성된 영국-포르투갈 연합군이 출격했다.
전투는 포격의 교환으로 시작하였다. 골웨이가 그의 예비대를 부르봉 군대의 중앙부에 대한 공격에 보냈을 때, 베릭은 영국-포르투갈의 약한 부분을 노리고, 프랑스-스페인의 강력한 기병대에게 공격을 허가했으며, 그 결과 포르투갈의 기병대를 궤주시켰다. 장군들 역시 뒤따라 궤주했으며, 골웨이는 약 5,000명의 병사들을 잃었고, 12,000명이 포로로 잡혔다. 오직 그의 군대 22,000명 중 5,000명만이 토르토사(Tortosa)로 퇴각했다.

## 영향
이 전투는 스페인에서 부르봉 왕조의 왕좌의 기반을 공고히 하게 된 중요한 단계로 평가된다. 합스부르크 스페인의 주요 군대가 괴멸함으로써 왕위를 노리던 앙주 공작의 주도권과 바르셀로나를 획득하게 된다.
사티바(Xàtiva)시는 불타버렸고, 이 도시는 징벌에 대한 의미로 산 펠리페(San Felipe)란 이름으로 변경되었다.(이 사실을 기억하라. 오늘날 르 알모디(L'Almodí) 박물관의 위에 여전히 군주들의 초상화들이 걸려 있다는 것을.)
오래전에 합스부르그 왕위 계승자의 유일한 동맹자로 남아있던 카를 대공(Archduke Charles)은 그의 영지인 카탈로니아(Catalonia)와 발레아레스 제도(Balearic Islands)의 지원을 받고 있었다.

## 유산

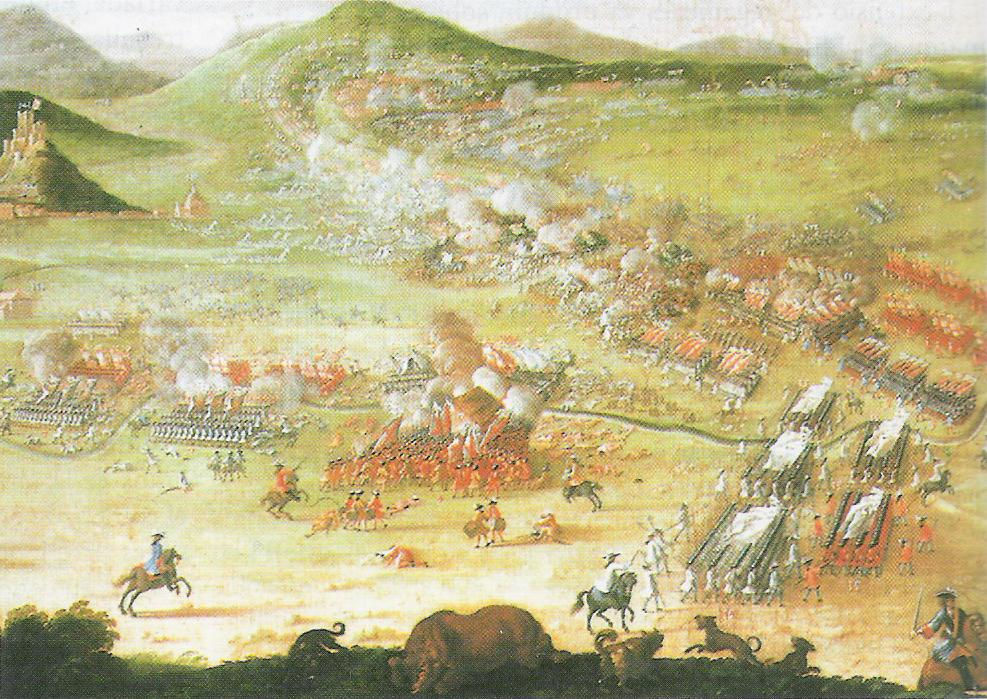
알만사 전투를 묘사한 그림. 리카르도 바라카(Ricardo Balaca)의 1862년 작품.

프리드리히 대왕은 알만사를 "우리 시대에 가장 과학적인 전투"로 묘사하였으며, 그와 동시에 윈스턴 처칠은 이 패배를 2차 세계대전 초기 나치 독일의 손아귀에 놓여 궤멸을 기다리는 영국군의 상황에 비교하였다.
최근의 발렌시아 지역에서는 Quan el mal ve d'Almansa, a tots alcança("알만사에서 온 소식은 무조건 나쁜 소식이다." 혹은 문자 그대로 "알만사에서 오는 나쁜 소식은 모두들에게 미친다"라는 뜻이 있으며, 이는 영어로 비교하면 "안좋은 소식을 불러오는 나쁜 바람"(It's an ill wind that blows no good)이라는 뜻이 있다.)라는 속담은 이 패배의 결과로 인해 발렌시아 왕국의 자치권이 스페인 합스부르크 왕가와 함께 억압당하는데, 결정적인 영향을 끼쳤기 때문이다.